# André Guittier
 (mai 2013).
André Guittier est un acteur et directeur de théâtre français.

## Biographie
En 1967, il rejoint la compagnie havraise Le Tableau gris qui deviendra professionnelle sous le nom de La Salamandre en octobre 1969, sous l'impulsion de Bernard Mounier, directeur de la maison de la culture du Havre.
Tour à tour électricien, régisseur lumière, régisseur général, directeur technique, administrateur et acteur, André Guittier devient codirecteur de la compagnie en 1971, avant d'être nommé en 1974, par Michel Guy, au côté de Gildas Bourdet, à la direction Théâtre du Nord à Tourcoing, puis de La Salamandre, théâtre national de la région Nord-Pas-de-Calais.
Après dix-sept saisons théâtrales et le départ de Gildas Bourdet, il codirige avec Daniel Mesguich la mésaventure de La Métaphore.
En juin 1994, avec Michel Raskine, il est nommé par le ministre de la culture Jacques Toubon à la direction du théâtre de l'Ouest lyonnais (devenu le théâtre du Point-du-Jour), succédant à Jean-Louis Martinelli.
Il décède en février 2019.

## Distinctions
- Chevalier de l'ordre des Arts et des Lettres (1994)
- Chevalier de l'ordre national du Mérite (2003)